# Schule ohne Rassismus – Schule mit Courage

Logo von Schule ohne Rassismus – Schule mit Courage (seit 2016)

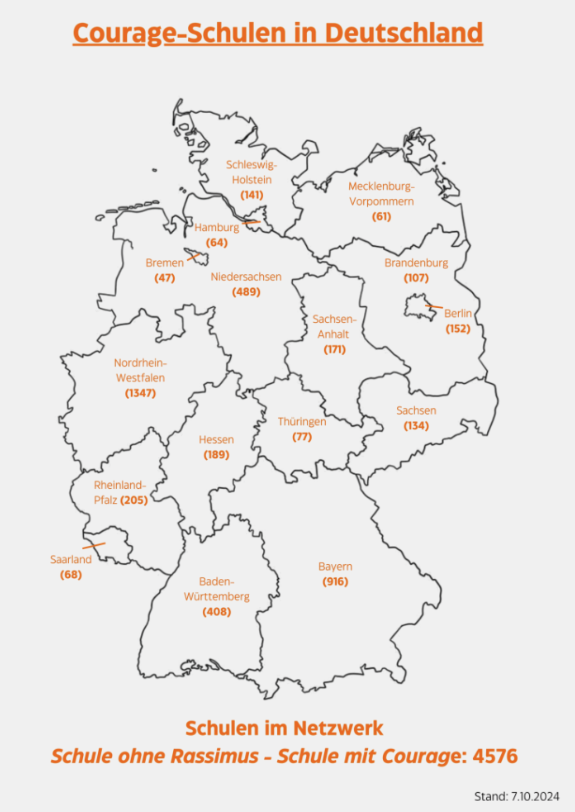
Teilnehmende Schulen insgesamt und nach Bundesländern (2024)

Schule ohne Rassismus – Schule mit Courage ist ein bundesweites Schulnetzwerk in Deutschland. Schulen, die Mitglied im Netzwerk „Schule ohne Rassismus – Schule mit Courage“ werden möchten, einigen sich in einer Selbstverpflichtung mehrheitlich darauf, aktiv gegen Diskriminierung, insbesondere Rassismus, an ihrer Schule vorzugehen.

## Organisation und Zielsetzung
Die Idee zu „Schule ohne Rassismus“ wurde 1988 in Belgien entwickelt. Im Jahr 1992 wurde es in den Niederlanden als School Zonder Racisme übernommen. In Österreich und in Spanien gab es voneinander unabhängige Aktivitäten. In den Niederlanden wurde das Projekt 2009 beendet und von einem Nachfolgeprojekt Gelijke behandeling voor iedereen (Gleichbehandlung für jeden) abgelöst. In Österreich ruhen die Aktivitäten. 2024 gehören in Deutschland rund 4.500 Schulen und 370 außerschulische Kooperationspartner zum Netzwerk.

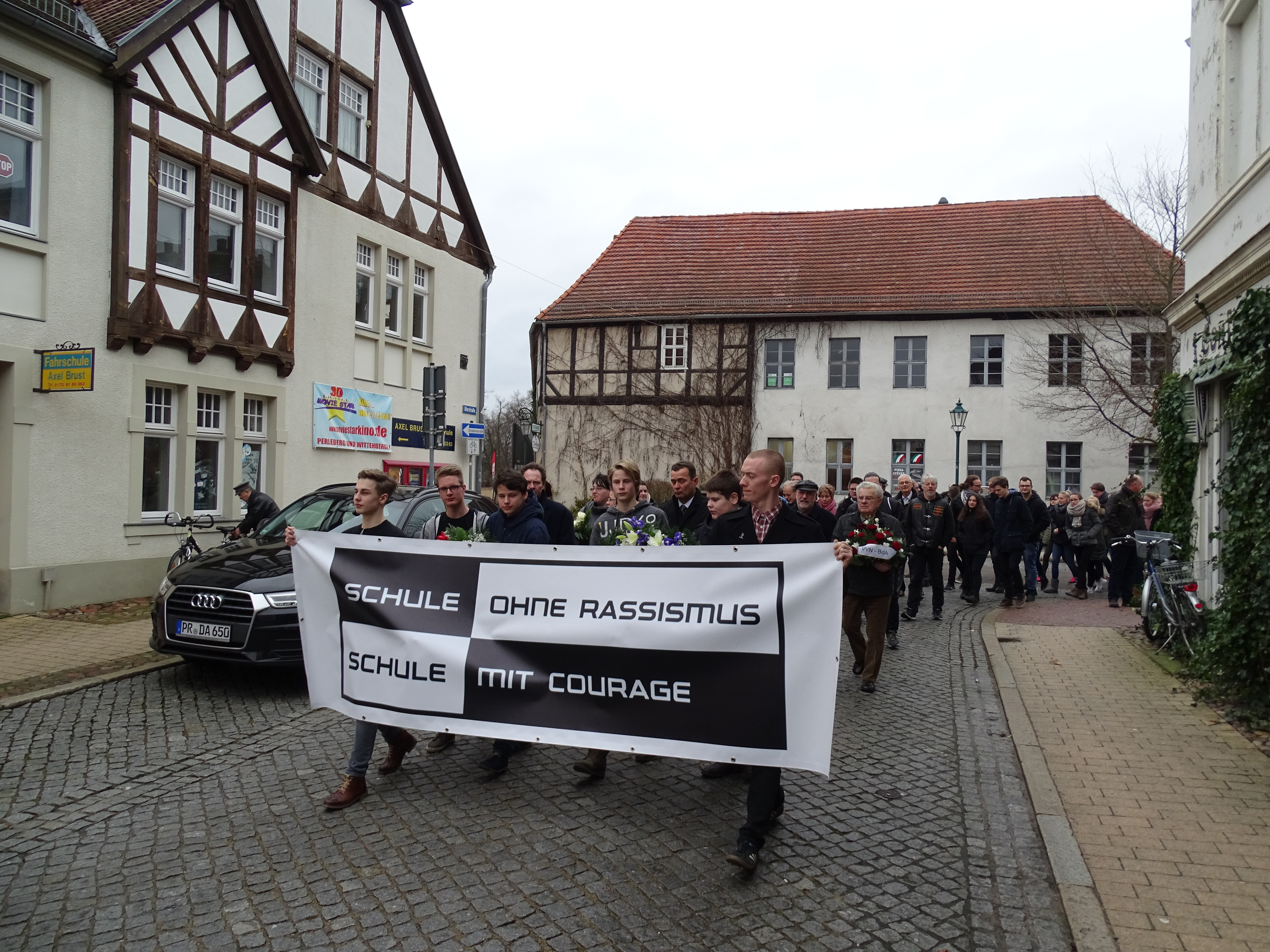
Schüler einer Schule ohne Rassismus – Schule mit Courage beim Gedenkmarsch am 27. Januar 2016 zum Gedenktag an die Opfer des Nationalsozialismus

In Deutschland wurde das Programm 1995 von Aktion Courage e. V. initiiert, um in Deutschland eine Organisation aufzubauen, in der Kinder und Jugendliche die Möglichkeit haben, ihren Beitrag zum Aufbau einer Zivilgesellschaft zu leisten.
Am 21. Juni 1995 gab es in Deutschland die erste Schulaufnahme. Pate ist der Fernsehjournalist Friedrich Küppersbusch. In den Jahren 1995 bis 2000 war die Initiative im Wesentlichen auf Nordrhein-Westfalen und Niedersachsen begrenzt.
2000 übernahm die Pädagogin Sanem Kleff die Projektleitung und konzipierte das Projekt inhaltlich und organisatorisch neu. Sie verlegte das Büro von Bonn nach Berlin. Geschäftsführer wurde 2002 Eberhard Seidel. Seitdem sind nicht nur der Rassismus im klassischen Sinne, sondern alle Formen von Diskriminierung (aufgrund der Religion, der sozialen Herkunft, des Geschlechts, körperlicher Merkmale, der politischen Weltanschauung und der sexuellen Orientierung) in den Projektansatz mit einbezogen. Die Initiative orientiert sich dabei an Artikel 21 der 2000 verabschiedeten und am 1. Dezember 2009 in Deutschland in Kraft getretenen Charta der Grundrechte der Europäischen Union. Dort heißt es: „Diskriminierungen, insbesondere wegen des Geschlechts, der Rasse, der Hautfarbe, der ethnischen oder sozialen Herkunft, der genetischen Merkmale, der Sprache, der Religion oder der Weltanschauung, der politischen oder sonstigen Anschauung, der Zugehörigkeit zu einer nationalen Minderheit, des Vermögens, der Geburt, einer Behinderung, des Alters oder der sexuellen Ausrichtung, sind verboten.“
Die Initiative bietet Kindern und Jugendlichen einen Rahmen, in dem sie erste Schritte hin zur gesellschaftspolitischen Partizipation einüben und aktiv an der inhaltlichen Ausgestaltung der Menschenrechtserziehung teilnehmen können. In seiner Begründung zur Verleihung der Buber-Rosenzweig-Medaille schrieb der Deutsche Koordinierungsrat der Gesellschaften für Christlich-Jüdische Zusammenarbeit im Jahr 2001: „Das Projekt setzt sich nachhaltig dafür ein, Unterricht und Zusammenleben so zu gestalten, dass Gewalt und Angst keine Chancen haben, die Mauer von Vorurteilen durchbrochen wird, ethnische und religiöse Minderheiten in ihren Eigenarten respektiert und integriert werden.“ Und das Bündnis für Demokratie und Toleranz der Bundesregierung begründete die Auszeichnung der Initiative als „Botschafter der Toleranz“ im Jahr 2004: „Die Schüler beziehen Position zu täglicher Diskriminierung in ihrem Lebensumfeld und engagieren sich zusammen mit Partnern, etwa aus der Jugendarbeit oder dem kirchlichen Bereich.“
Im April 2018 gehörten deutschlandweit knapp 2.600 Schulen, die von über 1,5 Millionen Schülern besucht werden, dem Netzwerk an. Im Oktober 2024 waren es über 4.500 Schulen. Es ist damit das größte Schulnetzwerk in Deutschland.
Neben der Bundeskoordination in Berlin, die die nationale Koordinierung des Netzwerkes, die Schulaufnahmen, verschiedene Publikationsreihen und inhaltliche Weiterentwicklung verantwortet, gibt es in jedem Bundesland Landeskoordinationen, die von der Bundeskoordination ernannt werden. Zudem gibt es seit 2014 in einigen Bundesländern auch Regionalkoordinationen, die auf regionaler Ebene aktiv sind und ebenso von der Bundeskoordination ernannt werden.
Die Bundeskoordination und die Landeskoordinationen unterstützen die Kinder und Jugendlichen bei ihren selbstbestimmten Aktivitäten im Bereich der Menschenrechtserziehung. Die Initiative richtet sich an alle Schulmitglieder. Das heißt, die Pädagogen und die Schüler bestimmen gemeinsam, was die Inhalte ihrer Aktivitäten im Rahmen von Schule ohne Rassismus – Schule mit Courage sein sollen.
Die Bundeskoordination brachte im Abstand von ein oder zwei Jahren die von Schülern für Schüler gestaltete Zeitung Q-Rage! mit einer Auflage von 500.000 Exemplaren heraus. Die letzte Ausgabe erschien zum Schuljahr 2023/24. Ab 2017 war die Q-Rage! auch online verfügbar. Auf der Plattform berichteten Schüler aus Courage-Schulen aus ihrer Perspektive über aktuelle Themen aus Gesellschaft und Politik.

### Kooperationspartner und Paten
Es gibt bundesweit vielfältige Kooperationspartner, Förderer und über 2.500 Paten. Unter den Kooperationspartnern sind so unterschiedliche Organisationen wie die Gewerkschaft Erziehung und Wissenschaft, das Jüdische Museum Berlin, das Anne Frank Zentrum, die Medienanstalt Berlin-Brandenburg und staatliche Einrichtungen wie die Bundeszentrale für politische Bildung, aber auch viele kleinere Projekte und Initiativen. 2011 stiegen auch die Schulen von Campus Berufsbildung e. V. ein. Zum Start des Projekts gab es im September 2011 einen Veranstaltungstag zum Thema Diskriminierung und Toleranz.
Eine wichtige Rolle bei dem Netzwerk spielen die Paten. Mehr als 2.500 Persönlichkeiten unterstützen eine oder mehrere Schulen, darunter Fußballspieler, Künstler, Musiker, Schauspieler und Politiker.

### Aufnahmebedingungen
Um den Titel zu bekommen, müssen mindestens 70 Prozent aller Menschen, die in einer Schule lernen und arbeiten, in einer Abstimmung der Selbstverpflichtungserklärung von „Schule ohne Rassismus – Schule mit Courage“ zustimmen. Damit verpflichten sie sich, dass sie sich künftig gegen jede Form von Diskriminierung wenden. Sollte es zu Diskriminierungen kommen, verpflichten sich die Unterzeichner zu aktivem Einschreiten. Zudem muss eine Courage-Schule mindestens einmal im Jahr einen Projekttag zum Thema durchführen. Bevor die Schule den Titel verliehen bekommt, muss sie einen Paten finden, der ihre Schule unterstützt.

## Kritik
2013 warf der Journalist Alan Posener dem Netzwerk vor, im Schulungsheft Rassismus erkennen und bekämpfen den „virulenten Antisemitismus arabischer und türkischer Zuwanderer“ zu verschweigen. Die Rede sei nur von Vorurteilen gegen Zuwanderer, die Bösen seien „weiß, christlich und rechts; die Guten nichtweiß, islamisch und links“. Der Rassismus der Zugewanderten, vor allem der Antisemitismus arabischer und türkischer Zuwanderer werde verschwiegen. Die Initiative wies darauf hin, dass sie sich in Publikationen und Fortbildungsseminaren seit 2004 mit dem Antisemitismus unter arabischen und türkischen Zuwanderern und dem Islamismus als totalitäre politische Ideologie befasse.
Die Ausgabe der Q-Rage! vom November 2008 enthielt einen Artikel Die evangelikalen Missionare zweier jugendlicher Journalisten. Darin hieß es unter anderem, in evangelikalen Gemeinden würden „erzkonservative, zum Teil verfassungsfeindliche Ideologien fast nebenbei vermittelt“. Hartmut Steeb, Generalsekretär der Deutschen Evangelischen Allianz, kritisierte die seiner Ansicht nach verleumderische Darstellung, die voller falscher Behauptungen sei und Tatsachen verdrehe. Daraufhin erklärte Thomas Krüger als Präsident der Bundeszentrale für politische Bildung, diese halte „diesen Beitrag in seiner Einseitigkeit und Undifferenziertheit für gänzlich unakzeptabel“. Man habe „auf die ausgewogene Berichterstattung früherer Ausgaben vertraut“. Spiegel Online verteidigte dagegen die Autoren der Zeitung, die unter anderem von Spiegel-Online-Autoren unterstützt werde: Der Artikel sei eine Stellungnahme, aber keine Hetzschrift. Eberhard Seidel, Koordinator der Schülerzeitung von Schule ohne Rassismus – Schule mit Courage, warf den Kritikern vor „mit Atomraketen auf Spatzen“ zu schießen. Man könne Einzelheiten kritisieren, aber der Furor sei „vollkommen übertrieben“.
Wie Andreas Speit am 15. Juli 2015 in der taz berichtete, bewarb Schule ohne Rassismus – Schule mit Courage mehrfach das von Experten als Fanbuch kritisierte Frei.Wild: Südtirols konservative Antifaschisten von Klaus Farin über die umstrittene gleichnamige Band. Farin ist Beisitzer im Vorstand des Trägervereins von Schule ohne Rassismus – Schule mit Courage, Aktion Courage e. V., sowie Freund und Co-Autor des Geschäftsführers von Schule ohne Rassismus – Schule mit Courage, Eberhard Seidel.
2017 wurde der Fall eines Berliner Schülers bekannt, der die Gemeinschaftsschule in Berlin-Friedenau verlassen hatte, nachdem muslimische Mitschüler ihn wegen seiner jüdischen Religionszugehörigkeit über vier Monate hin mehrfach beleidigt und schließlich angegriffen hatten. Die Schule war seit 2016 Teil des Netzwerks Schule ohne Rassismus – Schule mit Courage. Die Eltern des Schülers kritisierten, der Schulleiter habe zu spät reagiert und Anfragen nicht beantwortet, was dieser zurückwies. Michael Hanfeld nannte die Einlassungen des Schulleiters in der FAZ ein „Dokument der Kapitulation“. Muslimischer Antisemitismus würde gern verschwiegen, da sogleich der Reflex einsetze, es würden antimuslimische Klischees bedient. Die Vorsitzende von Schule ohne Rassismus – Schule mit Courage habe sich im „Kleinreden“ des Vorfalls hervorgetan. Schule ohne Rassismus – Schule mit Courage hatte sich damals geweigert, die Schule aus dem Netzwerk zu werfen, und sich selbst überlassen. Nach vielfältigen pädagogischen Aktivitäten erhielt sie 2024 den Deutschen Schulpreis.

## Auszeichnungen
Das Projekt wurde mehrfach ausgezeichnet:
- Alternativer Medienpreis für das Schülerzeitungsprojekt Q-rage von der Nürnberger Medienakademie (2012)
- Theodor-Heuss-Medaille von der Theodor-Heuss-Stiftung (2012)
- Botschafter der Toleranz vom Bündnis für Demokratie und Toleranz (2004)
- Buber-Rosenzweig-Medaille (2001)
- Bremer Solidaritätspreis (1998)
- Heinrich-Bußmann-Preis der SPD Lünen (1997)
- Aachener Friedenspreis (1997)
- Förderpreis Demokratie leben des Deutschen Bundestags (1997 und 1999)
- Jugend.Kultur.Preis NRW (1996 und 1998)

## Veröffentlichungen
Die Bundeskoordination des Netzwerks vertreibt Publikationen und „Promo-Artikel“. Dazu zählen unter anderem:
- Themenheft Religion. Berlin 2005
- Rechtsextremismus in der Einwanderungsgesellschaft. Berlin 2010, ISBN 978-3-933247-50-6.
- Islam & Ich. Berlin 2012, ISBN 978-3-933247-55-1.
- Fatma ist emanzipiert, Michael ist ein Macho. Berlin 2012, ISBN 978-3-933247-57-5.
- Rassismus. Erkennen & Bekämpfen. Berlin 2013, ISBN 978-3-933247-59-9.
- Islam und Schule: ein Handbuch für Pädagoginnen und Pädagogen. Berlin 2014, ISBN 978-3-933247-61-2.
- Lernziel Gleichwertigkeit. Handbuch für die Sekundarstufe. Berlin 2015, ISBN 978-3-933247-62-9.
- Lernziel Gleichwertigkeit. Handbuch für die Grundstufe. Berlin 2016, ISBN 978-3-933247-64-3.
- Der Präventionsansatz von Schule ohne Rassismus – Schule mit Courage. (Sanem Kleff), Berlin 2016, ISBN 978-3-933247-63-6.
- Gender & Islam in Deutschland. (Eberhard Seidel, Sanem Kleff und Ahmet Toprak), Berlin 2016, ISBN 978-3-933247-66-7.
- Die Rolle der Schulsozialarbeit in der Menschenrechtserziehung. (Norbert Hocke, Sanem Kleff), Berlin 2017, ISBN 978-3-933247-67-4.
- Themenheft Rechtspopulismus. Berlin 2016, ISBN 978-3-933247-63-6.
- Reden über Rassismus in Deutschland. (Sanem Kleff, Mark Terkessidis u. a.), Berlin 2017, ISBN 978-3-933247-68-1.
- Antisemitismus und Migration. (Michael Kiefer), Berlin 2017, ISBN 978-3-933247-69-8.
- Themenheft Klassismus – Diskriminierung aufgrund der sozialen Herkunft. Berlin 2017, ISBN 978-3-933247-70-4.
- Transnationaler Extremismus. (Sanem Kleff, Eberhard Seidel, Meron Mendel u. a.), Berlin 2018, ISBN 978-3-933247-71-1.
- Antimuslimischer Populismus. Rechter Rassismus in neuem Gewand. (Alexander Häusler), Berlin 2019, ISBN 978-3-933247-73-5.
- Wendejugend. 14 Interviews. (Klaus Farin, Eberhard Seidel), Berlin 2019, ISBN 978-3-947380-35-0.
- Antisemitismus von Links – Facetten der Judenfeindschaft. (Thomas Haury), Berlin 2019, ISBN 978-3-933247-75-9.
- Themenheft neuer deutscher extremismus* (Sanem Kleff, Eberhard Seidel, Pascal Beucker u. a.), Berlin 2019, ISBN 978-3-933247-74-2.
- Identitätspolitiken und Schule. (Michael Kiefer), Berlin 2020, ISBN 978-3-933247-76-6.
- Junge Menschen und ihre Rechte in Schulen. (Roland Roth), Berlin 2021, ISBN 978-3-933247-78-0.
- Mobbing in Schule und Jugendarbeit. (Florian Wallner, Sanem Kleff), Berlin 2021, ISBN 978-3-933247-79-7.
- Das postkoloniale Klassenzimmer. (Mark Terkessidis), Berlin 2021, ISBN 978-3-933247-80-3.
- Themenheft Kolonialismus. Berlin 2022, ISBN 978-3-933247-81-0.
- Osteuropa. Impulse für die Bildungsarbeit. (Daniel Kraft, Barbara Oertel, Uwe Rada, Anastasia Tikhomirova), Berlin 2023, ISBN 978-3-933247-82-7.
- Themenheft Rassismus. Berlin 2023, ISBN 978-3-933247-83-4.
- Themenheft Mobbing. Berlin 2023, ISBN 978-3-933247-84-1.
- Institutioneller Antisemitismus in der Schule. (Marina Chernivsky, Friederike Lorenz-Sinai), Berlin 2024, ISBN 978-3-933247-86-5.
- Rechtsextremismus & Schule. Berlin 2024, ISBN 978-3-933247-85-8.

Von 2007 bis 2012 hat die Bundeskoordination das Internetradio Radio Q-rage produziert. Zudem gibt sie jährlich 2005 bis 2023 die Zeitung Q-rage! heraus, die von Jungjournalisten mit redaktioneller Unterstützung professioneller Journalisten erstellt wurde. Sie erschien in einer Auflage von 500.000 Exemplaren und war ab Mai 2017 auch online verfügbar.